# 미믹 (영화)
《미믹》(영어: Mimic)은 1997년 개봉한 미국의 SF 공포 영화이다. 기예르모 델토로가 감독과 공동 각본을 맡았으며, 도널드 A. 울하임의 동명 단편 소설이 원작이다.
속편 비디오 영화로 《미믹 2》(2001)와 《미믹 3: 센티널》(2003, Mimic 3: Sentinel)이 있다.

## 출연진
- 미라 소비노 - 수전 타일러 역
- 제러미 노섬 - 피터 맨 박사 역
- 조시 브롤린 - 조시 역
- 잔카를로 잔니니 - 매니 역
- F. 머리 에이브러햄 - 게이츠 박사 역
- 찰스 S. 더턴 - 레너드 노턴 경관 역
- 알렉산더 굿윈 - 추이 역
- 앨릭스 커롬제이 - 레미 패노스 역
- 노먼 리더스 - 제러미 역
- 줄리언 리칭스 - 일꾼 역
- 더그 존스 - 롱 존 2 역

## 기타 제작진
- 협력 제작: 클라크 헨더슨
- 배역: 케리 바든, 빌리 홉킨스, 수잰 스미스 크롤리
- 미술: 캐럴 스피어
- 의상: 마리실비 더보
- 특수 효과: 브라이언 M. 제닝스
- 음향: 랜디 톰
- 괴물 디자인: 롭 보틴

## 우리말 녹음
KBS 성우진 (2000년 6월 24일)
- 손정아 - 수전(미라 소비노)
- 이규화 - 피터(제러미 노섬)
- 임성표 - 레너드(찰스 S. 더턴)
- 이원준 - 조시(조시 브롤린)
- 임종국 - 게이츠 박사(F. 머리 에이브러햄)
- 이승주 - 제러미(노먼 리더스)
- 정옥주 - 추이(알렉산더 굿윈)
- 이연희 - 레미(앨릭스 커롬제이)
- 김민규
- 박은숙
- 송연희
- 박규웅